# Heart Beats Pacific
Heart Beats Pacific is het derde studioalbum van de Amerikaanse punkband Banner Pilot. Het album werd opgenomen in juni-juli 2011 in The Terrarium en uitgegeven via het platenlabel Fat Wreck Chords op cd en lp op 25 oktober dat jaar. Het is tevens het tweede studioalbum dat de band via dit label heeft laten uitgeven.

## Nummers
1. "Alchemy" - 2:15
2. "Forty Degrees" - 2:15
3. "Red Line" - 3:11
4. "Spanish Reds" - 3:28
5. "Eraser" - 2:50
6. "Expat" - 3:55
7. "Isolani" - 3:12
8. "Calling Station" - 3:23
9. "Western Terminal" - 3:32
10. "Intervention" - 3:43
11. "Division Street" - 5:05

## Band
- Nick Johnson - zang, gitaar
- Nate Gangelhoff - gitaar, basgitaar
- Corey Ayd - gitaar, zang
- Dan Elston-Jones - drums